# Nama jezik
Nama jezik (ISO 639-3: naq; berdama, bergdamara, “hottentot”, kakuya bushman, “khoekhoegowab”, “khoekhoegowap”, maqua, namakwa, naman, namaqua, nasie, rooi nasie, tama, tamakwa, tamma; ), najvažniji kojsanski jezik kojim govori 251 100 Nama Hotentota na područjima južne Afrike u Namibiji 200 000 (2006), Južnoafričkoj Republici 50 900 (2006) i oko 200 u Bocvani (2006). S još dva jezika, korana [kqz] i xiri [xii] čini istoimenu podskupinu (nama jezici|nama) centralnih južnoafričkih kojsanskih jezika.
Dijalekti: sesfontein damara [naq-ses], central damara [naq-cen], nama [naq-nam], damara [naq-dam], namidama [naq-nad], gimsbok nama [naq-gim]. Uči se u osnovnim i višim školama, a koristi se i u administraciji. Pismo: latinica

## Vanjske poveznice
- Ethnologue (14th)
- Ethnologue (15th)